# Polyplectropus puhia
Polyplectropus puhia är en nattsländeart som beskrevs av Mcfarlane 1956. Polyplectropus puhia ingår i släktet Polyplectropus och familjen fångstnätnattsländor. Inga underarter finns listade i Catalogue of Life.